# Zambrana Abajo
Zambrana Abajo es un distrito municipal de la República Dominicana, que está situado en la provincia de Sánchez Ramírez y que pertenece al municipio de Cotuí.  En este distrito municipal se encuentra la transnacional minera BarrickGold.

## Fundación
El distrito municipal de Zambrana Abajo, pertenece al municipio de Cotuí, fue creado mediante la promulgación de la Ley n.º 298-10 para la fecha 29 de diciembre de 2010. Según el Senado de la República Dominicana, la demografía poblacional de este distrito municipal es de más de 21 mil habitantes.

## Producción de oro y agropecuaria
BBC afirma que la transnacional minera BarrickGold, en República Dominicana, situada en el distrito municipal Zambrana provincia Sánchez Ramírez, es la que más oro produce de toda América Latina.

### Polémicas
Habitantes presentan quejas acerca de la contaminaciones de los residuos en los ríos por parte de BarrickGold. Una de las fuentes más afectadas, es el río Maguaca.

### Producciones agropecuarias
Zambrana Abajo cuenta con 219,455 tareas, dedicadas a la producción de cacao, pimienta, piña, plátanos, así como crianza de ganado vacuno, caprino y porcino.

## Distritos municipales
Está formado por el distrito municipal de:
| Nombre         | Código   |
| -------------- | -------- |
| Zambrana Abajo | 02240106 |